# Beate Naake
Die Juristin Beate Naake ist eine deutsche Hochschullehrerin.
Naake blieb bis 1999 nach ihrem Studium, mit dem Ersten juristischen Staatsexamen 1996 absolviert, als wissenschaftliche Mitarbeiterin an der TU Dresden. Nach ihrem darauf folgenden Referendariat am OLG Dresden, sie schloss es 2002 mit dem Zweiten Staatsexamen ab, wurde sie 2003 zugelassene Rechtsanwältin. 2008 berief die Evangelische Hochschule Dresden Naake zur Professorin. Dort leitet sie den Prüfungsausschuss und das Sozialwissenschaftliche Fortbildungsinstitut.
Ihr Fokus als Rechtsanwältin lag laut eigenen Angaben auf dem Arbeits- und Sozialrecht. In der Forschung konzentriert sie sich auf die Kindertagespflege. So ist Naake als Schriftführerin Mitglied im Bundesvorstand des Deutschen Kinderschutzbundes. Neben diesem Amt leitet sie im Kinderschutzbund die Strukturkommission, ist Kuratorin der Stiftung, vertritt ihn in der National Coalition und nimmt Aufgaben als Redakteurin wahr (Stand 2020).